# Europees kampioenschap voetbal vrouwen onder 17 - 2014
Het Europees kampioenschap voetbal vrouwen onder 17 van 2014 (kortweg: EK voetbal vrouwen -17) is de zevende editie van het Europees kampioenschap voetbal vrouwen onder 17 en is bedoeld voor speelsters die op of na 1 januari 1997 geboren zijn. Het eindtoernooi zal voor het eerst niet in het Zwitserse Nyon worden gehouden maar in Engeland. Vanaf dit EK zal het toernooi met 8 teams worden gespeeld.Doordat het Wereldkampioenschap voetbal vrouwen onder 17 - 2014 in maart 2014 zal worden gehouden zullen er geen wedstrijden plaatsvinden in de zomer van 2014.

## Gekwalificeerde teams

Gekwalificeerde landen

| Land       | Gekwalificeerd als          | Datum van kwalificatie | Vorige deelnames1                |
| ---------- | --------------------------- | ---------------------- | -------------------------------- |
| Engeland   | Gastland                    | 8 december 2012        | 1 (2008)                         |
| Spanje     | Winnaar kwalificatiegroep 1 | 5 oktober 2013         | 4 (2009, 2010, 2011, 2013)       |
| Oostenrijk | Winnaar kwalificatiegroep 2 | 13 oktober 2013        | debuut                           |
| Italië     | Winnaar kwalificatiegroep 3 | 20 oktober 2013        | debuut                           |
| Frankrijk  | Winnaar kwalificatiegroep 4 | 17 oktober 2013        | 4 (2008, 2009, 2011, 2012)       |
| Schotland  | Winnaar kwalificatiegroep 5 | 7 oktober 2013         | debuut                           |
| Duitsland  | Winnaar kwalificatiegroep 6 | 16 oktober 2013        | 5 (2008, 2009, 2010, 2011, 2012) |
| Portugal   | Beste tweede                | 20 oktober 2013        | debuut                           |

1 Jaren in het vet betekent dat dat land in dat jaar de competitie won.

## Groepsfase
De top 2 van elke groep plaatsen zich voor de halve finales

### Groep A
| Ploeg      | Pnt | AW | G | G | V | DV | DT | DS |
| ---------- | --- | -- | - | - | - | -- | -- | -- |
| Engeland   | 6   | 3  | 2 | 0 | 1 | 8  | 3  | 5  |
| Italië     | 6   | 3  | 2 | 0 | 1 | 3  | 1  | 2  |
| Oostenrijk | 4   | 3  | 1 | 1 | 1 | 2  | 2  | 0  |
| Portugal   | 1   | 3  | 0 | 1 | 2 | 1  | 8  | -7 |

### Groep B
| Ploeg     | Pnt | AW | G | G | V | DV | DT | DS |
| --------- | --- | -- | - | - | - | -- | -- | -- |
| Spanje    | 7   | 3  | 2 | 1 | 0 | 6  | 0  | 6  |
| Duitsland | 6   | 3  | 2 | 0 | 1 | 8  | 6  | 2  |
| Frankrijk | 3   | 3  | 1 | 0 | 2 | 1  | 6  | -5 |
| Schotland | 1   | 3  | 0 | 1 | 2 | 2  | 5  | -3 |

## Eindronde

#### Halve finales
|                       |        |         |              |                                                                          |
| 5 december 2013 18:30 | Italië | 0–1     | Duitsland    | Proact Stadium, Chesterfield Toeschouwers: 380 Scheidsrechter: Ana Minić |
| 5 december 2013 18:30 |        | Verslag | Walkling 15' | Proact Stadium, Chesterfield Toeschouwers: 380 Scheidsrechter: Ana Minić |

|                       |                                 |         |          |                                                                  |
| 5 december 2013 20:00 | Spanje                          | 3–0     | Engeland | Pirelli Stadium, Burton upon Trent Scheidsrechter: Vesna Budimir |
| 5 december 2013 20:00 | Sánchez 16', 79' P. Garrote 55' | Verslag |          | Pirelli Stadium, Burton upon Trent Scheidsrechter: Vesna Budimir |

#### Troostfinale
|                       |                                             |       |                                       |                                                                    |
| 8 december 2013 13:30 | Italië                                      | 0 – 0 | Engeland                              | Pirelli Stadium, Burton upon Trent Scheidsrechter: Zuzana Štrpková |
| 8 december 2013 13:30 | verslag                                     |       |                                       | Pirelli Stadium, Burton upon Trent Scheidsrechter: Zuzana Štrpková |
| 8 december 2013 13:30 | Strafschoppen                               |       |                                       | Pirelli Stadium, Burton upon Trent Scheidsrechter: Zuzana Štrpková |
| 8 december 2013 13:30 | Boattin Giugliano Marinelli Durante Vergani | 4–3   | Hassall Williamson Kelly McHugh Walsh | Pirelli Stadium, Burton upon Trent Scheidsrechter: Zuzana Štrpková |

#### Finale
|                       |                          |         |                                       |                                                           |
| 8 december 2013 20:00 | Duitsland                | 1 – 1   | Spanje                                | Proact Stadium, Chesterfield Scheidsrechter: Sara Persson |
| 8 december 2013 20:00 | Hartig 76'               | verslag | Guijarro 9'                           | Proact Stadium, Chesterfield Scheidsrechter: Sara Persson |
| 8 december 2013 20:00 | Strafschoppen            |         |                                       | Proact Stadium, Chesterfield Scheidsrechter: Sara Persson |
| 8 december 2013 20:00 | Meier Sehan Widak Hartig | 3–1     | Guijarro García Boa García P. Garrote | Proact Stadium, Chesterfield Scheidsrechter: Sara Persson |